# Rototom
Un rototom es un tambor metálico que, gracias a un sistema de construcción, es un cruce entre el tambor de marco, el tom-tom y los timbales de concierto.

## Historia
Los rototoms fueron creados por Al Payson y Michael Colgrass.
Fueron manufacturados en los años 1970 por el fabricante estadounidense Remo D. Belli, se han extendido en contextos muy diferentes, desde el rock progresivo hasta la música experimental y orquestal. Hoy en día son fabricados por otros fabricantes.

## Características
A diferencia de la mayoría de las percusiones, los rototoms son instrumentos con una altura de afinación variable que permite efectos de glissando.
Esta variación de afinación se obtiene gracias a un mecanismo giratorio, que es accionado directamente por el músico o, indirectamente, con un pedal especial llamado pitch pedal similar al de los timbales de concierto. Estos últimos, sin embargo, se diferencian de los rototoms en que utilizan un mecanismo de paraguas.

## Uso
Los rototoms, por sus características tímbricas y sonoras, pueden ser utilizados para realizar solos o para acompañar melódicamente, de forma similar a otros instrumentos con un sonido específico. Generalmente se utilizan como kits de extensión para baterías acústicas, o en secciones de percusiones (incluidas las orquestales) junto con o como sustituto de los timbales.
En la enseñanza de las percusiones, son un sustituto válido de los timbales más engorrosos y caros.
Phil Collins (Genesis y Brand X), Bill Bruford (Yes y King Crimson), Mike Mangini (Annihilator, Extreme, Dream Theater y MullMuzzler), Terry Bozzio (Mothers of Invention), Carl Palmer (Crazy World of  Arthur Brown, Atomic Rooster, ELP, 3 y Asia), Roger Taylor (Smile, Queen y Duran Duran), Stefano D'Orazio (Pooh), Chad Wackerman y Gianni Dall'Aglio son los bateristas que han hecho un uso extensivo de rototoms en sus carreras.
Un ejemplo fácil de encontrar es «Time» de Pink Floyd, donde Nick Mason los usa en la introducción de la canción.
También fueron utilizados por los percusionistas José "Chepito" Areas (Santana) y Max Berrú Carrión (Inti-Illimani).